# Elektrotechnická součástka
Elektrotechnická součástka je součástka, která se používá v elektrických obvodech. Elektrické součástky jsou též součásti elektrických spotřebičů.
Každá součástka má v obvodu nějakou funkci. Některé součástky jsou pasivní – pouze odebírají elektrickou energii a mění ji na jiný druh energie, např. rezistor, jiné součástky jsou aktivní – zdroje – do obvodu dodávají elektrickou energii.
Do elektrotechnických schémat se součástky zakreslují pomocí značek, které předepisují normy ČSN-EN 60617-2 až 60617-8.

## Přehled elektrotechnických součástek
| součástka                 | značka | funkce v obvodu                                                                               |
| ------------------------- | ------ | --------------------------------------------------------------------------------------------- |
| ampérmetr                 |        | měření elektrického proudu                                                                    |
| anténa                    |        | příjem elektromagnetického vlnění                                                             |
| monočlánek                |        | zdroj elektromotorického napětí                                                               |
| cívka                     |        | indukce (vytvoření magnetického pole)                                                         |
| cívka s jádrem            |        | elektromagnet, tlumivka                                                                       |
| dioda (polovodičová)      |        | usměrnění střídavého proudu, nelineární prvek obvodu, detektor AM modulace                    |
| elektromotor              |        | přeměna elektrické energie na mechanickou energii                                             |
| fotodioda                 |        | ovlivnění elektrického proudu světlem                                                         |
| fototranzistor            |        | ovlivnění elektrického proudu světlem                                                         |
| galvanometr               |        | indikace elektrického proudu                                                                  |
| generátor                 |        | mechanický zdroj elektrické energie                                                           |
| kondenzátor               |        | uchování elektrického náboje, filtrace, oddělení střídavé složky                              |
| mikrofon                  |        | přeměna zvuku na elektrický signál                                                            |
| obrazovka                 |        | zobrazení elektrického signálu na stínítku obrazovky                                          |
| potenciometr              |        | změna elektrického napětí změnou odporu                                                       |
| regulovatelný kondenzátor |        | v LC obvodu změna rezonanční frekvence elektromagnetického kmitání změnou elektrické kapacity |
| relé                      |        | sepnutí/rozpojení elektrického obvodu řídícím elektrickým obvodem                             |
| reostat                   |        | změna elektrického proudu změnou elektrického odporu                                          |
| reproduktor               |        | přeměna elektrického signálu na zvuk                                                          |
| rezistor                  |        | odpor elektrického proudu                                                                     |
| spínač                    |        | sepnutí/rozpojení el. obvodu                                                                  |
| svorka                    |        | připojení elektrického zdroje                                                                 |
| tavná pojistka            |        | ochrana proti zkratu (nadproudu)                                                              |
| termočlánek               |        | tepelný zdroj elektrické energie                                                              |
| transformátor             |        | transformace střídavého elektrického napětí a proudu                                          |
| tranzistor NPN            |        | zesílení změn elektrického signálu                                                            |
| tranzistor PNP            |        | zesílení změn elektrického signálu                                                            |
| uzel                      |        | vodivé spojení nejméně tří vodičů                                                             |
| vodič                     |        | vodivé propojení několika součástek                                                           |
| voltmetr                  |        | měření elektrického napětí                                                                    |
| zdířka (zásuvka)          |        | místo připojení vnějšího elektrického zdroje                                                  |
| zesilovač                 |        | zesílení elektrického signálu                                                                 |
| zvonek                    |        | přeměna elektrické energie na mechanické kmitání                                              |
| žárovka (světelný zdroj)  |        | přeměna elektrické energie na světlo (a teplo)                                                |